# ترس احمقانه ارنست
ترس احمقانه ارنست (انگلیسی: Ernest Scared Stupid) فیلمی در ژانر هیولایی و کمدی ترسناک به کارگردانی جان آر. چری سوم است که در سال ۱۹۹۱ منتشر شد. از بازیگران آن می‌توان به جیم وارنی و ارتا کیت اشاره کرد.